# Cala Fonts
Cales Fonts (también escrito Calasfonts, en catalán Cales Fonts) es un pequeño puerto pesquero situado en el municipio de Es Castell, en la isla de Menorca (Baleares, España). Es un puerto peatonal que conserva la belleza del muelle antiguo, puesto que sigue habiendo embarcaciones pequeñas de pesqueros locales. A lo largo de los años se ha ido transformando y orientando hacia el turismo. Actualmente el puerto está repleto de bares, restaurantes, terrazas y tiendas de recuerdos, frecuentados sobre todo en verano.
Calasfonts es un lugar tranquilo donde se puede comer y pasear, y que posee unas vistas al mar muy atractivas. Cuenta con una serie de cuevas naturales que antiguamente eran utilizadas como almacenes por los pescadores de aquel entonces para guardar las barcas de pesca, las redes y de más aparejos de pesca. Actualmente estas cuevas se mantienen intactas, aunque ahora se han convertido en lugares turísticos como tiendas de recuerdos o restaurantes.

## Origen del nombre
El nombre de Calasfonts probablemente hace referencia a la existencia de una fuente de agua dulce en la zona de levante de la cala. Otra teoría menos conocida haría referencia a la importante profundidad de la cala, con lo que la ortografía correcta sería Calasfons.

## Acceso
Para acceder se puede ir en un barco que viene desde el puerto de Mahón, o bien accediendo a través de la carretera que une Mahón con Villacarlos.